# New Glasgow
New Glasgow è una municipalità (town) del Canada, situata nella provincia di Nuova Scozia.